# Garderegiment
Een garderegiment is een regiment dat binnen het leger een aparte status heeft.
Met de term garde wordt aangegeven dat het hier een elite-eenheid betreft, een eenheid die qua gevechtskracht, status, uitrusting, exercitie enz. beter is dan de overige eenheden.
Garderegimenten ontstonden met het oprichten van staande legers, eind 17e eeuw. Garderegimenten werden opgericht door het staatshoofd als persoonlijke eenheid, belast met de bescherming van het staatshoofd en de paleizen. Andere regimenten verwierven die status later, toen ze zich in oorlogen onderscheidden.

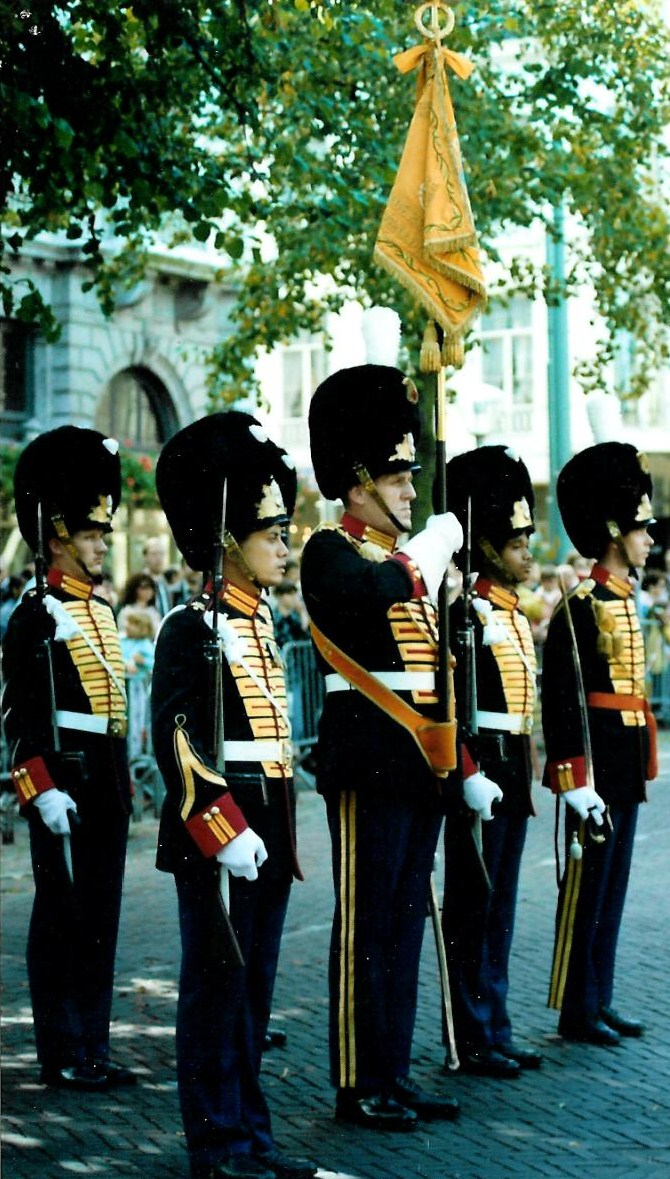
Vaandelwacht van het Garderegiment Grenadiers

Voor de garderegimenten werden vaak de beste soldaten uitgezocht, hoewel veel garderegimenten alleen een ceremoniële functie hadden en de mannen enkel werden geselecteerd op bepaalde kenmerken zoals lengte. Vaak waren de garderegimenten een kweekvijver voor officieren voor de rest van het leger, zoals in de garde van Napoleon. Soldaten van garderegimenten werden vaak onderscheiden door betere uitrusting, uniformering, bewapening en uiteraard betaling van de gewone soldaten. 
In 1829 werd in Nederland het Regiment Grenadiers en Jagers opgericht, dat tot doel had een voorbeeld te zijn voor de rest van het leger; in 1948 kreeg het de benaming garderegiment. Dit geldt ook voor het Garderegiment Fuseliers Prinses Irene, dat de tradities voortzet van de Prinses Irene Brigade, die gedurende de Tweede Wereldoorlog in Groot-Brittannië is opgericht en heeft geholpen om Nederland te bevrijden.